# Violant d'Aragó (reina de Nàpols)
Violant d'Aragó (Barcelona, Principat de Catalunya, 1384 - Saumur, Regne de França, 14 de desembre de 1442) fou princesa d'Aragó, reina titular de Nàpols (1400 - 1417) i comtessa consort de Provença (1400 - 1417).

## Llinatge
Nasqué a Barcelona el 1384, filla del Joan I, rei de la Corona d'Aragó i Violant de Bar. Era neta per línia paterna de Pere el Cerimoniós i Elionor de Sicília, i per línia materna de Robert I de Bar i Maria de Valois.
El 1400 es casà a Arles amb el duc Lluís II d'Anjou, rei de Nàpols i comte de Provença. D'aquest matrimoni nasqueren:
- Lluís III de Provença (1403 - 1434), duc d'Anjou, rei de Nàpols i comte de Provença
- Maria d'Anjou (1404 - 1463), casada amb el rei Carles VII de França
- Renat I de Nàpols (1408 - 1480), duc de Lorena, duc d'Anjou, rei de Nàpols i comte de Provença
- Violant d'Anjou (1412 - 1440), casada amb Francesc I de Bretanya, duc de Bretanya
- Carles d'Anjou, (1414 - 1472), comte de Maine[3]

## Reclamació del tron aragonès
Va tenir un paper important en la política de l'Imperi angeví, a França i a la Corona d'Aragó, durant la primera part del segle xv. Com a única filla supervivent del rei Joan I d'Aragó va reclamar el tron d'Aragó després de la mort de la seva última germanastra Joana d'Aragó i del seu oncle Martí l'Humà. En aquells moments la successió a la corona d'Aragó afavoria sempre qualsevol línia masculina abans que la femenina, i aquesta fou la raó per la qual a la mort del pare de Violant ella o la seva germana no fossin coronades reines. La mort de Martí I sense hereu va provocar l'interregne de 1410 - 1412 i l'inici del procés que s'acabaria amb el Compromís de Casp del mateix any 1412.
En aquest Compromís es reuniren diversos candidats, entre ells Jaume II d'Urgell, Ferran d'Antequera i Lluís III d'Anjou, aquest últim fill de Violant. Lluís III perdé les seves opcions, però Violant en aquell moments fou coneguda com la reina dels quatre reialmes, els quals podrien ser Sicília, Jerusalem, Xipre i Aragó. Algunes interpretacions exclouen Xipre per incorporar-hi Nàpols, separada de Sicília. Realment Violant tingué possessions arreu del Mediterrani, des de l'illa de Sicília, gràcies al seu matrimoni, als feus dels Anjou arreu de França, així com el comtat de Provença, Maine, Bar i Valois.

## França i la casa d'Anjou
En la segona fase de la Guerra dels Cent Anys, Violant va donar suport als francesos nacionalistes contra l'ocupació anglesa. Així s'alià al costat dels Armanyac i s'oposà als Borgonyons. Va donar suport a Carles, delfí de França, per tal que fos coronat rei. La mateixa mare del delfí s'oposava a aquest fet, però l'enèrgica Violant va permetre al delfí poder-se salvar d'atacs i maquinacions contra la seva persona.
Violant reeixí allunyar el delfí Carles dels seus parents, en amagar-lo en els seus propis castells. Va permetre que s'entrevistés amb Joana d'Arc, que fou una peça fonamental en la consecució de la victòria. Així mateix, Violant va aconseguir casar el jove pretendent amb la seva filla Maria, perquè aconseguí encara més poder a la cort francesa. Amb aquest matrimoni Violant tancava el conflicte entre Aragó i els Anjou per la corona de Sicília i Nàpols. Per aquest casament el rei francès se situava al costat de les intencions de Lluís II d'aconseguir el tron sicilià.
Per la victòria anglesa a la batalla d'Agincourt el 1415 sobre l'exèrcit francès, el ducat d'Anjou es veié amenaçat. El rei francès, Carles VI, emmalaltí mentalment i el reialme patí una guerra civil entre els partidaris borgonyons i els orleanistes. L'aliança anglesa i borgonyona comportà que Violant i la seva família haguessin de fugir a la Provença.

## El delfí
El 1416 i el 1417 els dos germans grans de Carles VII moriren, ambdós sota protecció de Felip II de Borgonya. Amb la seva mort Carles passà a ser considerat delfí de França, i per tant, hereu de la corona francesa.
El 29 d'abril de 1417 Lluís II d'Anjou va morir, deixant sola Violant al control de la casa d'Anjou. En aquells moments el casal d'Anjou tenia tan sols el suport de la casa de Valois i de la casa d'Armanyac, mentre que els anglesos es veien àmpliament recolzats per la casa de Borgonya. Així mateix, els ducs de Borbó i d'Orleans foren fets presoners pel rei anglès Enric V.
Pel tractat de Troyes de 1420 el rei Carles VI de França reconeixia Enric V com a regent de França, així com a hereu legítim de la corona, en contraposició al desheretament dels seus fills. La mort d'ambdós reis el 1422 va permetre la legitimació, altre cop, del delfí Carles com a hereu. Del 1422 fins al 1429 tingué lloc la recta final de la Guerra dels Cent Anys amb la victòria francesa davant els anglesos gràcies al suport de Joana d'Arc.
Un cop veié coronat rei el seu gendre, Violant es retirà a Angers, i posteriorment a Saumur, on morí el 1442.